# Mike Inez
Pour les articles homonymes, voir Inez.
Mike Inez de son vrai nom, Michael Allen Inés, est né le 14 mai 1966 à San Fernando, Californie. Il est le bassiste du groupe grunge Alice in Chains, qu'il a rejoint en 1993 en remplacement de Mike Starr. Dans une interview donnée à Bass Player.com en 2009, ses bassistes préféré sont Dee Murray (Elton John), John Entwistle (The Who), Paul McCartney (The Beatles), John Paul Jones (Led Zeppelin) et Cliff Burton (Metallica).

## Biographie

### Les débuts
Mike Inez fut élevé au son du groupe de son oncle Matt dont fit partie Al McKay, le futur guitariste du groupe de funk Earth, Wind & Fire. Dès que son oncle s'absentait de la salle de répétition, Mike tournait autour des instruments, de la batterie principalement. Il voulait jouer de la batterie mais son père l'orienta vers la pratique de la clarinette et du saxophone et sa grand-mère lui acheta une guitare. À l'âge de treize ans, il commence à s'intéresser au rock et il récupère une basse Fender Telecaster qu'il peint en noir pour ressembler à Phil Lynott et commence à jouer en écoutant les albums de Thin Lizzy, Led Zeppelin, Black Sabbath, Deep Purple ou Van Halen. Il commence à jouer avec des petits groupe locaux tout en continuant à prendre des cours de musique au City College de Pasadena et sera plus tard admit à l'UCLA.

### Avec Ozzy
C'est à ce moment qu'il apprend qu'Ozzy Osbourne est à la recherche d'un bassiste. Il auditionne sans grand espoir avec cinquante autres bassistes et deux semaines plus tard il reçoit un coup de téléphone de Sharon Osbourne qui lui annonce qu'il a le job. Il s'envole alors pour un château en Irlande et commence à répéter avec Ozzy en vue d'un concert que le madman donnera à Wembley.
Mike Inez sera crédité sur l'album No More Tears pour la basse, l'inspiration et la direction musicale bien que toutes les parties de basse furent enregistrés par Bob Daisley, en fait il trouva uniquement le riff de basse du morceau "No More Tears". Il participera au "No More Tours Tour" où il commencera cimenter des liens avec les musiciens d'Alice in Chains qui assurent la première partie sur la fin de la tournée. L'album en public "Live and Loud" sera le seul album d'Ozzy où Mike Inez joue de la basse.
Mike Inez joua de la basse sur sept titres du futur album d'Ozzy, Ozzmosis avec Michael Wagener à la production et au mixage et Randy Castillo à la batterie. Epic Records décide alors de changer de producteur et engage Michael Beinhorn qui réenregistre les sept titres avec Geezer Butler et Deen Castronovo comme section rythmique. Les démos de "Aimée" et "Living with the Ennemy" serviront quand même comme face-B sur les singles et la démo de "See You On the Other Side" sera incluse dans la compilation Prince of Darkness.

### Avec Alice in Chains
Pour un article plus général, voir Alice in Chains.
Mike Inez, sans groupe depuis la fin de la tournée avec Ozzy, rejoindra Alice in Chains en pleine tournée de promotion de leur album Dirt après que Mike Starr eut quitté le groupe. "What the Hell I Have" et "A Little Bitter" seront les deux premiers titres que Mike Inez enregistra avec AIC, ils seront destinés à la bande son du film Last Action Hero. En 1994 paraît le maxi Ep, Jar of Flies, premier enregistrement de Mike Inez avec AIC, il participe à la composition de quatre titres et y joue aussi de la guitare. En novembre 1995 sort l'album Alice in Chains. Ces deux albums se classeront à la première place du Billboard 200, mais aucune tournée ne se fera, les problèmes de drogues de Layne Staley ne le permettant pas.
En avril 1996, Alice in Chains donne son premier concert depuis longtemps, il s'agit d'un concert acoustique pour la série MTV Unplugged. Mike Inez y joue de la basse acoustique, une basse Alvarez sur laquelle il inscrivit « Friends Don't Let Friends Get Friends Haircut », une petite pique adressée aux musiciens de Metallica, présents dans le public, qui s'étaient récemment coupé les cheveux. Il jouera brièvement, avec Sean Kinney, l'intro de la chanson Enter Sandman juste avant le titre "Sludge Factory". Un album et un DVD seront tirés de ce concert. 
 En 1996, Alice in Chains donnera encore quatre concerts dont celui du 3 juillet à Kansas City qui sera le dernier avec Layne Staley au chant, avant de se séparer momentannement jusqu'en 1998 pour l'enregistrement de deux titres, "Get Born Again" et "Died" qui sortiront en single et figureont sur la compilation Music Bank.
Il faut attendre 2005, pour revoir Mike Inez avec AIC (moins Layne Staley, décédé en 2002), réunis pour un concert de charité en faveur des sinistrés du tsunami qui avait ravagé l'Asie. Le groupe a envie de se reformer et participe au "Decades of Rock Live" du groupe Heart (dont Mike Inez était le bassiste à l'époque) et participe à quelques festivals notamment en Europe dont le Hellfest à Clisson en 2006.
En 2008, Alice in Chains, avec son nouveau chanteur William DuVall, entre en studio pour l'enregistrement de son nouvel album, Black Gives Way to Blue qui sortira en septembre 2009 et sera suivi d'une tournée mondiale. En 2012, AIC enregistre son nouvel album qui devrait sortir au printemps 2013

### Autres participations
Entre les périodes d'inactivités d'Alice in Chains, il participa à de nombreux enregistrements et concerts. Sa première participation fut le premier album du groupe de Slash, Slash's Snakepit. L'album It's Five O'Clock Somewhere sorti en février 1995, Mike y joue toutes les parties de basse et fait quelques chœurs et participe à l'écriture de l'instrumental Jizz da Pit. Retenu avec Alice in Chains, il ne participera pas à la tournée de promotion de l'album. 

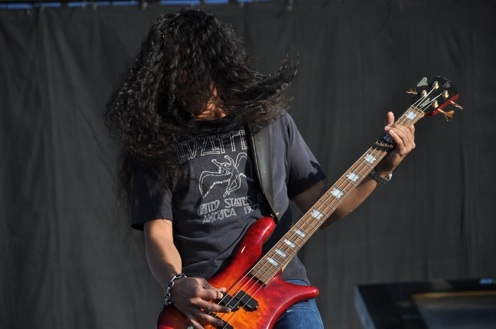
Mike Inez en 2008

En 1996, il remplaça Geezer Butler pour terminer la tournée US du "Retirment Sucks Tour" d'Ozzy Osbourne qui supportait l'album Ozzmosis.
En 1998, il participe à l'enregistrement de l'album solo de son ami Jerry Cantrell, Boggy Depot. Il y joue de la basse sur trois titres, Cut You In, Jesus Hands et Devil By his Side. Il enregistra aussi une nouvelle version plus heavy metal du titre No More Tears avec le groupe de Zakk Wylde, Black Label Society, elle figurera sur l'album Sonic Brew.
En 2001, il participe au supergroupe Spys4Darwin avec Sean Kinney (batterie - Alice in Chains), Chris DeGarmo (guitare - Queensryche) et Vinnie Dombrowski (chant - Sponge). Ensemble ils enregistrent un Ep intitulé Microfish, uniquement disponible au début sur le site du groupe, il sera mis en vente en 2008 via le site CDbaby.com. Au printemps 2001, Mike Inez fut approché par Metallica pour remplacer de Jason Newsted mais c'est finalement Robert Trujillo qui sera choisi en 2003. Il assurera quelques dates avec Black Label Society pendant l'édition 2001 du festival Ozzfest et participera le 4 août 2001 avec Spys4Darwin au festival Endfest à Seattle.
En 2002, Mike Inez projeta de fonder un nouveau groupe avec Randy Castillo (les deux avaient fait partie du groupe de Ozzy période No More Tears) et un guitariste mais le projet avorta à la suite du décès tragique de Randy intervenu le 26 mars 2002. Mike rejoindra finalement Heart pour sa tournée estivale pendant laquelle sera enregistré et filmé le concert qui se déroula le 8 août au Paramount Theatre de Seattle qui fera l'objet d'un album et d'un DVD.
En 2003, Mike Inez rejoint Black Label Society, sur les dates de la tournée de promotion de l'album The Blessed Hellride principalement sur la côte ouest et au Japon. Il apparaîtra sur les titres bonus enregistrés à Tokyo sur le DVD Boozed, Broozed, and Broken-Boned paru en 2003. En juin, il rejoint Heart pour la tournée "Alive in America 2003".
En 2004, Mike Inez entra en studio avec Heart pour enregistrer les parties de basse de l'album Jupiter's Darling qui parut en juin 2004. Il enregistra aussi la basse sur la chanson Crazy or High de l'album Hangover Music Vol. VI de Black Label Society. Il passa aussi du temps à jammer avec Sean Kinney et Jerry Cantrell, ce dernier n'excluant pas la possibilité d'une reformation d'Alice in Chains.
En 2005, il participe à la reprise de Black Sabbath, War Pigs, pour l'album de reprises du Michael Schenker Group, Heavy Hitters. En juillet 2005 sort l'album de reprises du joueur de baseball américain Bronson Arroyo, Covering the Bases, sur lequel Mike joue de la basse sur trois titres, Everlong (Foo Fighters), Plush (Stone Temple Pilots) et Pardon Me (Incubus). Le 11 octobre sort Numbers from the Beast, un album de reprises d'Iron Maiden, Mike joue de la basse sur le titre The Evil that Men Do.
En 2006, Mike Inez passe la plupart de son temps avec le retour d'Alice in Chains, il enregistre quand même le titre I Feel Fine pour la compilation Butchering the Beatles et est l'invité de Motörhead sur le titre Under the Gun figurant sur l'album Kiss of Death.
En 2008, sort le DVD, Behind the Player: Mike Inez, dans lequel Mike donne des leçons de basse et du matériel bonus.
En 2012, Mike Inez fit partie du "Rock'n'Roll Allstars", un groupe de onze musiciens issus de différents groupes comme Kiss, Guns N' Roses, Def Leppard, etc., groupe qui fit au printemps une tournée sud-américaine.
Il participe aussi régulièrement aux salons du Namm.

### Vie privée
Mike Inez a épousé le 8 mai 2010 sa fiancée de longue date Sidney Kelly

## Équipement
Mike Inez joue principalement sur des basses du luthier allemand Warwick.
- Basses
  - Warwick streamer Stage I
  - Warwick Streamer 5 strings
  - Warwick alien acoustic bass
  - Alvarez acoustic bass
  - Gibson Les Paul bass
  - Gibson Thunderbird bass
  - Fender Telecaster Bass
  - Fender Precision Bass, fretless Fender Precision bass
  - Philip Kubicki Factor bass
  - Spector 4 string bass
- Amplification
  - 4 amplificateurs Ampeg SVT-2PRO
  - 4 x baffles SVT 18
  - 2 x Baffles SVT-810E
- Cordes et médiators
  - Cordes Dean Markley "Blue Steels" medium ou medium light
  - Médiators Jim Dunlop heavy

## Discographie
- Hors compilations

### Avec Ozzy Osbourne
- No More Tears (1991) (il sera crédité pour l'écriture titre "No More Tears" mais ne joue pas de basse sur l'album)
- Live and Loud (1993)

### Avec Alice in Chains
- Jar of Flies (1994)
- Alice in Chains (1995)
- Unplugged (1996)
- Live (2000)
- Black Gives Way to Blue (2009)
- The Devil Put Dinosaurs Here (2013)
- Rainier Fog (2018)

### Avec Slash's Snakepit
- It's Five O'Clock Somewhere (1995)

### Avec Spys4Darwin
- Microfish (Ep 6titres) (2001)

### Avec Heart
- Alive in Seattle (Cd + Dvd) (2003)
- Jupiter's Darling (2004)

### Autres enregistrements
- Jerry Cantrell: Boggy Depot (3 titres "Cut in You", "Jesus Hands" et "Devil by his Side") (1998)
- Black Label Society: 
  - Sonic Brew (le titre "No More Tears") (1999)
  - Boozed, Broozed, and Broken-Boned (DVD bonus - concert de Tokyo) (2003)
  - Hangover Music Vol. VI (le titre "Crazy or High") (2004)
- Michael Schenker Group: Heavy Hitters (1 titre "War Pigs") (2005)
- Bronson Arroyo: Covering the Bases (3 titres, "Everlong", "Plush" et "Pardon Me") (2005)
- Numbers from the Beast: (1 titre "The Evil that Men Do)"
- Motörhead: Kiss of Death (1 titre "Under the Gun") (2006)
- Butchering the Beatles: compilation (1 titre "I Feel Fine") (2006)